# Clowns & Helden
Clowns & Helden waren eine zwischen 1985 und 1989 aktive Hamburger Deutschrock-Band.
Bekannt sind sie heute vor allem durch ihren Hit Ich liebe dich. Der Bandname entstammt der Phantasie Carsten Papes und hat in erster Linie damit zu tun, dass Clowns & Helden von Anfang an als Rocktheater konzipiert war.

## Geschichte
Clowns & Helden gingen aus der Band ZULU hervor, die in Jugendzentren auftrat und Solidaritätskonzerte für Bürgerinitiativen gab, beispielsweise gegen die Hafenerweiterung in Hamburg-Altenwerder. Bekannt wurden sie zunächst lediglich regional, in der Gegend von Lüneburg und dem Süderelbe-Raum. Mit ihrer Single Ich liebe dich und durch Auftritte in der WDR-Sendung So isses von Jürgen von der Lippe erreichten sie einen größeren Bekanntheitsgrad. Ich liebe dich erreichte Platz vier der deutschen Charts und erreichte Gold-Status. Ursprünglich erschien der Song 1986 und begann dementsprechend mit der Zeile „Wir haben 86…“. Da der Song aber erst 1987 in den Charts auftauchte, wurde das Lied noch mal neu mit der Zeile „Wir haben 87…“ aktualisiert aufgenommen.
Ich liebe dich blieb allerdings die einzige erfolgreiche Single. 1987 veröffentlichte die Band das Album Clowns & Helden. Das 1988 erschienene Album Willkommen in West-Poind-Blanc war ein Flop. Anschließend löste sich die Band auf. Carsten Pape war in den 1990ern in den Bands Vopá (1993) und Roh (1996–2000) aktiv. Pape ist mit Lotto King Karl befreundet, hat mit ihm zwei Alben, Freunde (2005) und Die große Liebe (2009), veröffentlicht und tritt gemeinsam mit ihm auf.

## Diskografie
Alben
- 1986: Von beteuerten Gefühlen und anderer Kälte
- 1987: Clowns & Helden
- 1988: Willkommen in West-Poind-Blanc
- 1988: Carsten Pape spricht: Willkommen in West-Poind-Blanc (Spoken-Word-Ausgabe von Willkommen in West-Poind-Blanc)

Singles und EPs
- 1986: Ich liebe dich
- 1986: Besser
- 1986: Wir sind hellwach (Promo)
- 1987: Die Wahrheit
- 1987: Clowns & Helden (AMIGA-EP)
- 1988: Seitdem Du wieder da bist
- 1988: Tief in mir
- 1988: Trilogie